# Maud (bateau)
Pour les articles homonymes, voir Maud.
La Maud est une goélette à trois mâts construite pour Roald Amundsen pour sa deuxième expédition dans l'Arctique.
L'architecte est Christian Jensen. Le lancement eu lieu en 1917 à Vollen, dans le fjord d'Oslo.

## Histoire

### Expédition polaire
Conçu pour son voyage projeté à travers le passage du Nord-Est, le navire a été spécialement construit dans un chantier naval à Asker, dans l'Oslofjord. Il est nommé d'après la reine de Norvège Maud de Galles.
Après avoir passé avec succès le passage du Nord-Est entre 1918 et 1924, le navire atteint Nome en Alaska en août 1925.
Sa conception réussie servira de base au St. Roch, navire RCMP, destiné à l'arctique canadien, maintenant visible au musée maritime de Vancouver.

### Vente et perte

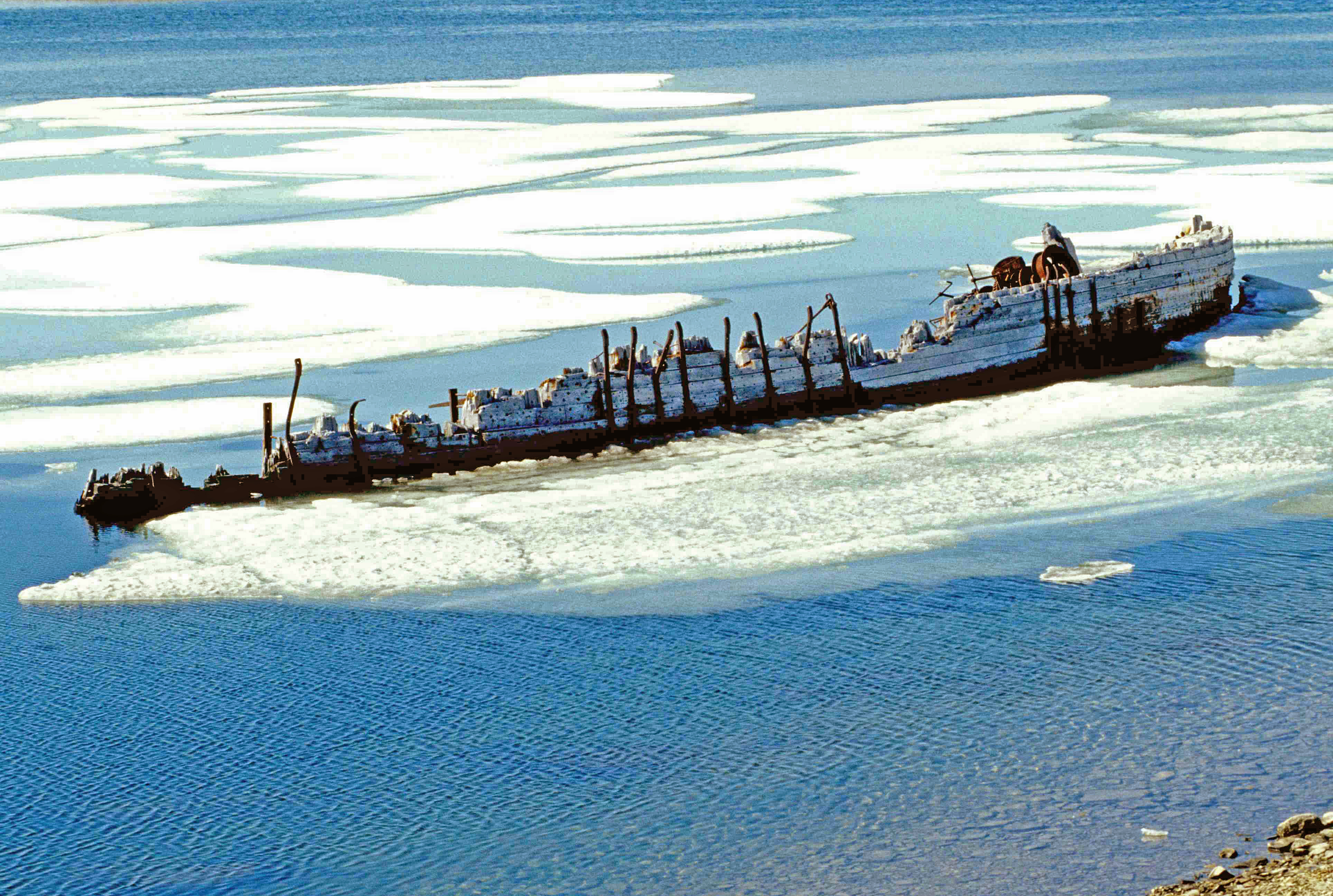
Épave de la Maud près d'Ikaluktutiak.

Il est vendu par Amundsen à Seattle pour payer ses créanciers et acheté par la Compagnie de la Baie d'Hudson qui le renomme Baymaud. Peu après, lors de l'hiver 1926, le navire est coincé par les glaces près d'Ikaluktutiak, au Canada, puis y coule en 1930. Le navire est en partie pillé par les autochtones qui s'en servent comme matériau de construction.

### Renflouement

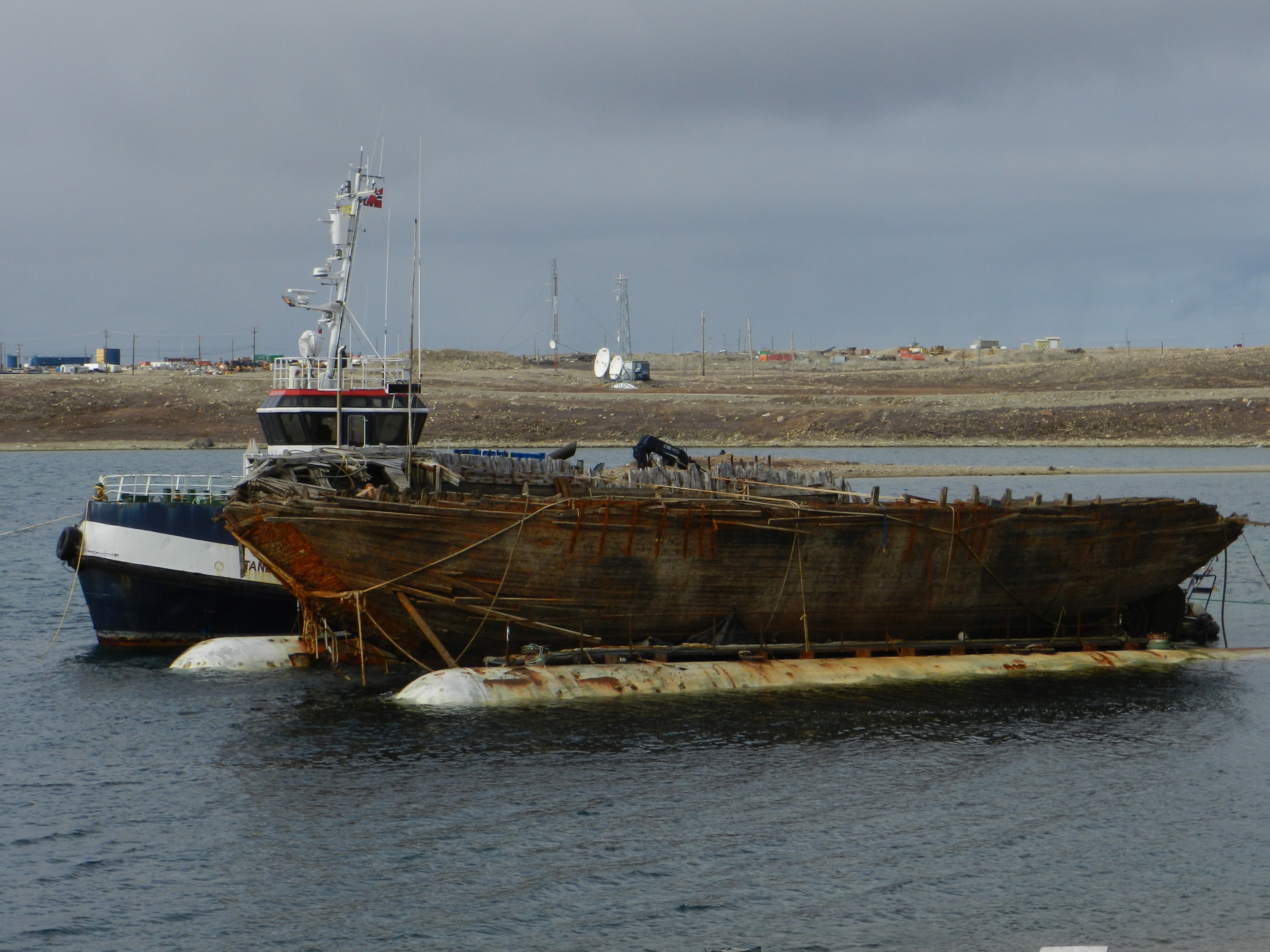
Épave renflouée.

L'épave est rachetée en 1990 pour un dollar symbolique par la commune norvégienne d'Asker. Un permis d'exportation est obtenu mais n'est pas utilisé faute de financement. En 2011, son renflouement est de nouveau étudié pour être placé dans un musée norvégien à l'instar du Fram au musée du Fram. Néanmoins, étant devenu entre-temps une attraction touristique locale, cela a imposé une nouvelle négociation avec l'État canadien. Finalement, en 2016, le navire est prêt à rejoindre la Norvège.
Maud a rejoint le fjord d'Oslo en 2018.